# Nghị quyết 690 của Hội đồng Bảo an Liên Hợp Quốc
Nghị quyết 690 của Hội đồng Bảo an Liên Hợp Quốc được nhất trí thông qua vào ngày 29 tháng 4 năm 1991. Sau khi nhắc lại các nghị quyết 621 (1988) và 658 (1990) và ghi nhận báo cáo của Tổng Thư ký về tình hình ở Tây Sahara, Hội đồng Bảo an đã thông qua báo cáo và quyết định thành lập Phái bộ Trưng cầu dân ý của Liên Hợp Quốc tại Tây Sahara (MINURSO) theo khuyến nghị của Tổng Thư ký. Nhiệm vụ của phái bộ là thực hiện Kế hoạch Định cư cho một cuộc trưng cầu dân ý về quyền tự quyết của người dân Tây Sahara.
Hội đồng kêu gọi Maroc và Mặt trận Polisario hợp tác với Tổng Thư ký và Phái đoàn, bày tỏ sự ủng hộ hoàn toàn đối với ông và Tổ chức châu Phi Thống nhất vì những nỗ lực của họ. Cơ quan cũng quyết định rằng giai đoạn chuyển tiếp sẽ bắt đầu sau tối đa 16 tuần kể từ khi Đại Hội đồng thông qua ngân sách của MINURSO. Tháng 5 năm 1991, Đại hội đồng thông qua ngân sách của phái bộ.
Lệnh ngừng bắn có hiệu lực vào ngày 6 tháng 9 năm 1991 và MINURSO được triển khai sau đó.